# Anaplectoides clausa
Anaplectoides clausa är en fjärilsart som beskrevs av Barend J. Lempke 1962. Anaplectoides clausa ingår i släktet Anaplectoides och familjen nattflyn. Inga underarter finns listade i Catalogue of Life.